# Орден Заслуг (Катар)
Орден Заслуг – государственная награда Катара.

## История
Орден был учреждён в 1978 году эмиром Катара Халифа бин Хамад Аль Тани.
Орден вручается за гражданские заслуги перед Катаром, арабским миром и человечеством.

## Степени
Орден имеет семь степеней:
- Для вручения иностранным гражданам:
  - Орденская цепь – вручается главам иностранных государств, членам королевских домов, принца крови.
  - Большая лента – вручается главам правительств иностранных государств, министрам.
- Для вручения гражданам Катара:
  - Первый класс – знак ордена на чрезплечной ленте и звезда на левой стороне груди
  - Второй класс – знак ордена на шейной ленте и звезда на левой стороне груди
  - Третий класс – знак ордена на шейной ленте
  - Четвёртый класс – знак ордена на нагрудной ленте с розеткой
  - Пятый класс – знак ордена на нагрудной ленте

## Описание

### Орденская цепь
Знак ордена представляет собой золотую шестиконечную филигранную звезду, где лучи звезды тонкий орнамент арабески. В центре звезды круглый золотой медальон с широкой каймой. В центре звезды государственный герб Катара. На кайме надпись на арабском языке: сверху – «Государство Катар», снизу – «Цепь Заслуг».
Знак при помощи переходного орнаментального звена крепится к орденской цепи.
Орденская цепь состоит из орнаментальных звеньев и восьмиконечных звезд с изображением герба Катара.

### Большая лента
Знак ордена представляет из себя двенадцатиконечную звезду зелёной эмали на которую наложена шестиконечная филигранная звезду, где лучи звезды тонкий орнамент арабески. В центре звезды круглый золотой медальон с широкой каймой. В центре звезды государственный герб Катара. На кайме надпись на арабском языке: сверху – «Государство Катар», снизу – «Орден Заслуг».
Знак ордена при помощи орнаментального звена крепится к орденской ленте.
Звезда ордена аналогична знаку, но большего размера.
 Орденская лента коричнево-бордового цвета с широкой белой полосой в центре и меньшими белыми полосками, отстающими от края.

### Остальные степени
Знак ордена аналогичен знаку класса Большая лента.
Звезда ордена классов Первого и Второго – серебряная двенадцатиконечная, состоящая из разновеликих двугранных лучиков, с наложенным золотым знаком ордена в центре.